# Liste der Kreisstraßen in Baden-Baden
Diese Liste enthält die Kreisstraßen im baden-württembergischen Stadtkreis Baden-Baden.

## Abkürzungen
- K: Kreisstraße
- L: Landesstraße

## Liste
Die Kreisstraßen behalten die ihnen zugewiesene Nummer nicht bei einem Wechsel in einen anderen Stadt- oder Landkreis. Nicht vorhandene bzw. nicht nachgewiesene Kreisstraßen sind kursiv gekennzeichnet, ebenso Straßen und Straßenabschnitte, die unabhängig vom Grund (Herabstufung zu einer Gemeindestraße oder Höherstufung) keine Kreisstraßen mehr sind.
Der Straßenverlauf wird in der Regel von Nord nach Süd und von West nach Ost angegeben.
| Nr.    | Verlauf |
| ------ | --- |
| K 9600 | – Waldseestraße – Katzensteinstraße – L 84a |
| K 9602 | (K 3711 im Landkreis Rastatt) – Stadtgrenze – Ebersteinburger Straße – L 79a                                                                       |
| K 9604 | / – Sinzheimer Straße – Schwarzwaldstraße – Murgstraße – K 9614                                                                                    |
| K 9605 | L 67 – Rathausplatz – Herrenpfädel – Balger Straße – K 9614                                                                                        |
| K 9606 | L 84a – Am Kirchberg – Klosterbergstraße – K 9607 – Umweger Straße – Buchgasse – K 9616                                                            |
| K 9607 | L 84a – Klosterbergstraße – K 9606 |
| K 9608 | (K 3738 im Landkreis Rastatt) – Stadtgrenze – Fremersbergstraße – – Fremersbergstraße – – Poststraße – Kreisgrenze – (K 3748 im Landkreis Rastatt) |
| K 9610 | L 84 – Liehenbachstraße – Stadtgrenze – (K 3753 im Landkreis Rastatt)                                                                              |
| K 9611 | K 9613 – Römerstraße – K 9617 |
| K 9612 | (K 3736 im Landkreis Rastatt) – Stadtgrenze – Weitenunger Straße – Stadtgrenze – (K 3756 im Landkreis Rastatt)                                     |
| K 9613 | (K 3760 im Landkreis Rastatt) – Stadtgrenze – Richard-Haniel-Straße – – Richard-Haniel-Straße – K 9611 – Richard-Haniel-Straße –                   |
| K 9614 | L 67 – Kuppenheimer Straße – Ooser Hauptstraße – Ooser Bahnhofstraße – Rheinstraße – K 9605 – Rheinstraße – K 9604 – Rheinstraße – Lange Straße –  |
| K 9615 | L 79a – Stadtgrenze – Staufenberger Straße – (K 3766 im Landkreis Rastatt)                                                                         |
| K 9616 | (K 3763 im Landkreis Rastatt) – Stadtgrenze – Steinbacher Straße – L 84a – Yburgstraße – K 9606 – Mauerbergstraße – L 84                           |
| K 9617 | – Badner Straße – Sandweierer Straße – K 9611 – Sandweierer Straße – /L 67                                                                         |